# Walker Little
Walker Douglas Little (Houston, Texas, 1 de abril de 1999), más conocido como Walker Little, es un jugador profesional estadounidense de fútbol americano que se desempeña en la posición de offensive tackle en Jacksonville Jaguars, equipo de la National Football League (NFL).

## Carrera
Fue seleccionado en la segunda ronda en la Reunión Anual de Selección de Jugadores de la NFL de 2021. Hizo su debut profesional con el equipo Jacksonville Jaguars, donde lleva jugando tres temporadas.